# Ноль три
«Ноль три» (эст. Null kolm) — советский чёрно-белый драматический фильм, снятый в 1964 году режиссёром Игорем Ельцовым по сценарию Норы Адамян и Якова Волчека.
Премьера фильма состоялась 7 января 1965 в Таллине и 26 мая 1965 в Москве.

## Сюжет
Фильм повествует о буднях службы скорой медицинской помощи и об истории взаимоотношений двух врачей скорой помощи.

## О фильме
В январе 1967 года режиссер фильма Игорь Ельцов стал невозвращенцем, он выехал в командировку в Лондон и попросил там политического убежища. Работал в русской службе BBC. В связи с этим его фильмы были запрещены. О фильме «Ноль три» широко вспомнили после смерти Виталия Чуркина, видного дипломата, в детстве сыгравшего второстепенную роль в этом и двух других фильмах.

## В ролях
| Актёр                | Роль                           |
| -------------------- | ------------------------------ |
| Нинель Мышкова       | Ольга, доктор                  |
| Иван Дмитриев        | Александр Теннов, доктор       |
| Татьяна Пельтцер     | Карринг, доктор                |
| Леонард Борисевич    | Пеэтер, сосед Ольги            |
| Евгений Тетерин      | Самойлов, доктор               |
| Алексей Кожевников   | Роберт, санитар                |
| Владимир Ферапонтов  | Сёма, санитар                  |
| Валерий Зубарев      | Андрес, сын Александра Теннова |
| Виталий Чуркин       | Эди, сын Ольги                 |
| Мария Самойлова      | соседка Ольги                  |
| Светлана Коновалова  | Эпизод                         |
| Елена Максимова      | Эпизод                         |
| Роман Филиппов       | Эпизод                         |
| Людмила Шувалова     | Эпизод                         |
| Олег Белов           | Эпизод                         |
| Микаэла Дроздовская  | Эпизод                         |
| Степан Крылов        | Эпизод                         |
| Людмила Глазова      | Эпизод                         |
| Олеся Иванова        | Эпизод                         |
| Николай Кузьмин      | Эпизод                         |
| Валентин Архипенко   | Эпизод                         |
| Сергей Поначевный    | Эпизод                         |
| Владимир Смирнов     | Эпизод                         |
| Вера Фёдорова-Сирина | Эпизод                         |

## Съёмочная группа
- Сценаристы: Нора Адамян, Яков Волчек
- Режиссёр-постановщик: Игорь Ельцов
- Второй режиссёр: М. Кресс
- Ассистенты режиссёра: М. Яаксон, Р. Коппельман
- Главный оператор: Зигурд Витолс
- Оператор: Т. Тауми
- Ассистенты оператора: А. Эльяс, И. Ветс
- Монтаж: Владимир Парвель
- Художник-постановщик: Халья Клаар
- Художник по костюмам: Х. Круузи
- Художник-гримёр: Э. Каллик
- Ассистенты художника по монтажу: Л. Верник, В. Сирель
- Редактор: Г. Скульский
- Консультант: М. Ханге
- Композитор: Ян Ряэтс
- Звукооператор: Р. Шенберг
- Камерный ансамбль под руководством Эри Клас
- Директор фильма: К. Муст

## Критика
Фильм критиковался партийными органами как результат в целом неудовлетворительной работы киностудии «Таллинфильм»:

Очередной неудачей явился и законченный в этом году фильм «Ноль три», в рецензиях его именуют «фильмом в порядке скорой помощи». Для непосвященных в дело отметим, что в данном случае делается намек на давнюю беду нашей киностудии — сценарный «голод», который вынуждает в целях выполнения производственного плана снова и снова хвататься за случайные и заведомо малообещающие рукописи.— «Коммунист Эстонии», журнал ЦК Компартии Эстонии, 1965